# Блу Ридж
Блу Ридж (на английски: Blue Ridge Mountains) е верига от планински хребети и масиви в САЩ, част от по-голямата система на Апалачите. Гледани отдалеч планините почти винаги са покрити с мъгла и са със специфичен синкав цвят, откъде идва и името им. Дърветата, изпускайки изопрен в атмосферата допринасят за наситения цвят. Хребетът е разположен на територията на щатите Вирджиния (33%), Северна Каролина (25%), Тенеси(12%), Джорджия (10%), Мериленд(9%), Пенсилвания (6%), Южна Каролина (3%) и Западна Вирджиния (1%). Простират се на 990 km от югозапад на североизток, между 34° с.ш. и 41° с.ш., ширината им е от 8 до 105 km, а площта 89 517 km². На югоизток хребета граничи с платото Пидмънт, а на северозапад със силно разчленената област Ридж енд Вали и Апалачкото плато. Средната му надморска височина е от 600 до 1200 m, а най-високият връх е Мичъл (2037 m), най-високата точка на целите Апалачи. Хребета е изграден предимно от метаморфни скали. Склоновете му са покрити с широколистни и иглолистни гори, а най-високите му части – с алпийски пасища.